# Elaeagnus maximowiczii
Elaeagnus maximowiczii — вид квіткових рослин з родини маслинкових (Elaeagnaceae). Поширення: Бангладеш, Індія Східні Гімалаї.